# Ceropegia meleagris
Ceropegia meleagris är en oleanderväxtart som beskrevs av H. Huber. Ceropegia meleagris ingår i släktet Ceropegia och familjen oleanderväxter. Inga underarter finns listade i Catalogue of Life.